# John Sturges
John Elliott Sturges (Oak Park, Illinois, 3 de janeiro de 1910 — San Luis Obispo, 18 de agosto de 1992) foi um cineasta estadunidense.

## Filmografia
- 1976 - The Eagle Has Landed
- 1974 - McQ
- 1973 - Valdez, il mezzosangue
- 1972 - Joe Kidd
- 1969 - Marooned
- 1968 - Ice Station Zebra
- 1967 - Hour of the Gun
- 1965 - The Hallelujah Trail
- 1965 - The Satan Bug
- 1963 - The Great Escape (filme)
- 1962 - A Girl Named Tamiko
- 1962 - Sergeants 3
- 1961 - By Love Possessed
- 1960 - The Magnificent Seven
- 1959 - Last Train from Gun Hill
- 1959 - Never So Few
- 1958 - O Velho e o Mar (filme)
- 1958 - The Law and Jake Wade
- 1958 - Saddle the Wind
- 1957 - Gunfight at the O.K. Corral
- 1956 - Backlash
- 1955 - The Scarlet Coat
- 1955 - Underwater!
- 1955 - Bad Day at Black Rock
- 1954 - Escape from Fort Bravo
- 1953 - Fast Company
- 1953 - Jeopardy
- 1952 - The Girl in White
- 1951 - It's a Big Country
- 1951 - The People Against O'Hara
- 1951 - Kind Lady
- 1950 - The Magnificent Yankee
- 1950 - The Capture
- 1950 - Right Cross
- 1950 - Mystery Street
- 1949 - The Walking Hills
- 1948 - Best Man Wins
- 1948 - The Sign of the Ram
- 1947 - Keeper of the Bees
- 1947 - For the Love of Rusty
- 1946 - Alias Mr. Twilight
- 1946 - Shadowed
- 1946 - The Man Who Dared

## Prêmios e nomeações
- Recebeu uma nomeação ao Óscar, na categoria de Melhor Realizador, por Bad Day at Black Rock.